# 丹麥廣播公司媽媽電台
丹麥廣播公司媽媽電台（丹麥語：DR Mama）是丹麥廣播公司一條已經不復存在的數碼聲音廣播電台頻道，主要播放各類適合年輕人收聽的音樂節目。這條頻道在2011年9月1日正式開播，後來因為收聽率不佳而於2014年9月30日結束廣播。